# Beundenfeld
Das Beundenfeld ist ein statistischer Bezirk im Stadtteil Kirchenfeld-Schosshalde (IV) im Osten von Bern. Dazu gehören die gebräuchlichen Quartiere BernArena, Beundenfeld/Baumgarten, Burgfeld, Gewerbezone Galgenfeld, Grosse Allmend, Hinterer Schermen, Kleine Allmend, Schermenwald, Siedlung Berna und Waldau. Es bildet die Stadtgrenze zu Ittigen und Ostermundigen.
Im Jahr 2022 lebten im statistischen Bezirk 2815 Einwohner, davon 2267 Schweizer und 548 Ausländer.
Die Quartiervertretung QUAV 4 nennt statistische Bezirke ihres Gebietes lokal «Quartiere» und die zugehörigen gebräuchlichen Quartiere «Kleinquartiere». Hier gibt es zusätzlich eine Namensabweichung: Sie benennt ein Quartier als Burgfeld/Galgenfeld, welches die gleichen gebräuchlichen Quartiere wie der statistische Bezirk Beundenfeld enthält (als «Kleinquartiere»). Eine weitere Abweichung ist die Benennung der Gewerbezone Galgenfeld nur als Galgenfeld.
Beundenfeld war früher eine Flurbezeichnung beidseits der Papiermühlestrasse zwischen Laubeggstrasse und Guisanplatz.
Im Bezirk befinden sich das Bernexpo-Messe- und Ausstellungsgelände von Bern, die Festhalle Bern (welche durch eine  moderne Halle für Konferenzen und Messen ersetzt werden soll), die Eissporthalle PostFinance-Arena (früher BernArena), die Grosse und Kleine Allmend, der Schermenwald und die Universitären Psychiatrischen Dienste Bern (UPD) in der Waldau. In der Gewerbezone Galgenfeld sowie dem Hinteren Schermen sind mehrere kleine und mittlere Unternehmen ansässig. Wohngebiete sind vor allem Burgfeld und die Siedlung Berna.